# Notiobiella
Notiobiella is een Insectengeslacht uit de familie bruine gaasvliegen (Hemerobiidae), die tot de orde netvleugeligen (Neuroptera) behoort. De wetenschappelijke naam van het geslacht is voor het eerst geldig gepubliceerd door Nathan Banks in 1909.
Banks duidde als typesoort aan Notiobiella unita, die voorkomt in Queensland (Australië).

## Soorten
- N. africana (Navás, 1929)
- N. barnardi Monserrat, 1984
- N. bella Navás, 1930
- N. brasiliensis Monserrat & Penny, 1983
- N. cixiiformis (Gerstäcker, 1888)
- N. costalis Banks, 1918
- N. decora Kimmins, 1929
- N. dentata Monserrat, 1990
- N. fulva (Esben-Petersen, 1928)
- N. gloriosa Navás, 1933
- N. gressitti New, 1989
- N. hainana C.-k. Yang & Liu, 2002
- N. hargreavesi Kimmins, 1936
- N. israeli (Alayo, 1968)
- N. lichicola C.-k. Yang & Liu, 2002
- N. luisae Monserrat, 1990
- N. maculata Monserrat & Penny, 1983
- N. mariliae Monserrat, 1984
- N. mexicana Banks, 1913
- N. moralis Yang
- N. multifurcata Tillyard, 1916
- N. nguyeni Makarkin, 1993
- N. nitidula Navás, 1910
- N. ocellata New, 1989
- N. ochracea Nakahara, 1966
- N. paddiae Monserrat, 1984
- N. peterseni Banks, 1932
- N. pinarensis (Alayo, 1968)
- N. punctata Tjeder, 1961
- N. rosea Kimmins, 1933
- N. sanxiana C.-k. Yang, 1997
- N. sedlaceki New, 1989
- N. semeriai Monserrat, 1984
- N. spinosa Monserrat & Penny, 1983
- N. stellata Nakahara, 1966
- N. stigmatica Banks, 1909
- N. subolivacea Nakahara, 1915
- N. substellata C.-k. Yang, 1999
- N. tumida (Navás, 1925)
- N. turneri Kimmins, 1933
- N. ugandensis Kimmins, 1939
- N. unipuncta C.-k. Yang, 1999
- N. unita Banks, 1909
- N. valida Banks, 1920
- N. vicina Kimmins, 1936
- N. viridinervis Banks, 1913
- N. viridis Tillyard, 1916